# Hüselitz
Hüselitz ist ein Ortsteil der gleichnamigen Ortschaft der Stadt Tangerhütte im Landkreis Stendal in Sachsen-Anhalt, (Deutschland).

## Geographie

### Lage
Hüselitz, ein Straßendorf mit Kirche, liegt 8 Kilometer nördlich von Tangerhütte und 11 Kilometer südwestlich der Stadt Stendal zwischen dem Tangermünder-Buchholzer Höhenzug und dem Fluss Tanger im Südosten der Altmark. Das Gelände fällt von 90 Meter über NN in Richtung Süden zur Tangerniederung um fast 60 Meter ab.
Nachbarorte sind Groß Schwarzlosen im Westen, Buchholz im Nordwesten, Dahrenstedt und Welle im Nordosten, Bellingen im Osten und Klein Schwarzlosen im Südwesten.

### Ortschaftsgliederung
Die Ortschaft Hüselitz bildet sich durch die Ortsteile Hüselitz und Klein Schwarzlosen. Zur Gemarkung Hüselitz gehört außerdem der westliche Teil des Waldgebietes Süppling, der südlich des Flusses Tanger liegt. Der frühere Hüselitzer Wohnplatz Matthislust liegt etwa 2 Kilometer südöstlich von Schönwalde dort im Süppling.

## Geschichte

### Mittelalter bis Neuzeit
Im Jahre 1251 wurde ein Teodericus de huzeliz in einer in Stendal ausgestellten Urkunde aufgeführt.
1345 wird das Dorf huselit genannt, als Markgraf Ludwig von Bayern die von Köckte belehnte. Im Landbuch der Mark Brandenburg von 1375 wird das Dorf als Huselitz und Huͤselitz aufgeführt. Die Familien von Lüderitz, von Jagow, von Bismark und Stendaler Bürgerfamilien hatte hier Einkünfte. Weitere Nennungen sind 1390 Cuselitz, 1480 Huselitte, 1536 Hußelitte, 1540 Huselit und Hüßelitte, sowie 1687 Hüselitz. Beckmann berichtete im Jahre 1753, dass zu Hüselitz Wiesen im Gehölz des Tanger gehörten, die einst schon Herzog Otto von Braunschweig gehört hatten.
Die Freiwilligen Feuerwehren in Hüselitz und Klein Schwarzlosen prägen das Dorfleben, sie sind Träger der Dorffeste sowie der traditionellen Oster-, Mai- und Oktoberfeuer.

### Herkunft des Ortsnamens
Heinrich Sültmann meinte 1932, der Name 1345 huselit, 1375 huselitz, 1390 cuselitz, 1428 huszelite, 1540 husselit, stamme vermutlich von dem
slawischen „kusel“ für „Bock“, also „Kuselsdorf“.
Aleksander Brückner meinte 1879 hingegen, der Name Hüselitz sei vom altslavischen „gostъ“ für „Gast“ abzuleiten, heiße also so viel wie „Gastland“.

### Eingemeindungen
Hüselitz gehörte bis 1807 zum Tangermündeschen Kreis, dann bis 1813 zum Kanton Lüderitz. Danach kam die Gemeinde zum Kreis Stendal, dem späteren Landkreis Stendal. Mit Wirkung zum 1. April 1939 wurden aus der Gemeinde Bellingen 34,1 Hektar der Gemarkung Süppling in die Gemeinde Hüselitz eingemeindet. Die Gemeinde Hüselitz wiederum hatte zum gleichen Tage 1,3 Hektar der Gemarkung Schernebeck an die Gemeinde Schönwalde und 34,6 Hektar der Gemarkung Stegelitz an die Gemeinde Stegelitz abgetreten.
Am 20. Juli 1950 wurde die bis dahin eigenständige Gemeinde Klein Schwarzlosen nach Hüselitz eingemeindet.
Am 25. Juli 1952 kam die Gemeinde Hüselitz zum Kreis Tangerhütte. Nach dessen Auflösung gehörte sie ab 1. Januar 1988 zum Kreis Stendal und schließlich ab 1. Juli 1994 wieder zum Landkreis Stendal.
In einem Gebietsänderungsvertrag zwischen der Stadt Tangerhütte und allen Mitgliedsgemeinden der Verwaltungsgemeinschaft Tangerhütte-Land wurde deren Eingemeindung nach Tangerhütte geregelt. Dem Vertrag stimmte der Gemeinderat Hüselitz am 11. Mai 2010 zu. Er wurde vom Landkreis als unterer Kommunalaufsichtsbehörde genehmigt und die Eingemeindung trat am 31. Mai 2010 in Kraft. So kamen die Ortsteile Hüselitz und Klein Schwarzlosen zur neuen Ortschaft Hüselitz.

### Einwohnerentwicklung

#### Gemeinde
| Jahr | Einwohner |
| ---- | --------- |
| 1734 | 151       |
| 1772 | 087       |
| 1790 | 181       |
| 1788 | 171       |
| 1801 | 186       |
| 1818 | 206       |
| 1840 | 342       |
| 1864 | 328       |
| 1871 | 322       |
| 1885 | 298       |
| 1892 | [0]293    |
| 1895 | 295       |
| 1900 | [0]289    |
| 1905 | 282       |
| 1910 | [0]276    |

| Jahr | Einwohner |
| ---- | --------- |
| 1925 | 254       |
| 1939 | 244       |
| 1946 | 390       |
| 1964 | 423       |
| 1971 | 376       |
| 1981 | 289       |
| 1985 | [00]281   |
| 1990 | [00]285   |
| 1993 | 276       |
| 1995 | [00]290   |
| 2000 | [00]318   |
| 2004 | [00]305   |
| 2006 | [00]280   |
| 2008 | [00]261   |
| 2009 | [00]280   |

Quelle, wenn nicht angegeben, bis 1993:

#### Ortsteil
| Jahr | Einwohner |
| ---- | --------- |
| 2013 | [00]171   |
| 2014 | [00]159   |
| 2018 | [00]183   |
| 2019 | [00]182   |
| 2020 | [00]179   |
| 2021 | [00]183   |
| 2022 | [0]177    |
| 2023 | [0]178    |

## Religion
- Die evangelische Kirchengemeinde Hüselitz, die früher zur Pfarrei Bellingen bei Demker gehörte,[27] wird heute betreut vom Pfarrbereich Lüderitz im Kirchenkreis Stendal im Bischofssprengel Magdeburg der Evangelischen Kirche in Mitteldeutschland.[28] Die ältesten überlieferten Kirchenbücher für Hüselitz stammen aus dem Jahre 1689[14] oder 1766.[29]
- Die katholischen Christen gehören zur Pfarrei St. Elisabeth in Tangermünde im Dekanat Stendal im Bistum Magdeburg.[30]

## Politik

### Ortsbürgermeister
Hans-Jürgen Radtke ist Ortsbürgermeister der Ortschaft Hüselitz.

### Ortschaftsrat
Bei der Ortschaftsratswahl am 9. Juni 2024 stellte sich die „Wählergemeinschaft Hüselitz/Klein Schwarzlosen“ zur Wahl. Die Wählergemeinschaft erreichte wie im Jahre 2019 alle 5 möglichen Sitze.
Gewählt wurden eine Frau und 4 Männer. Von 196 Wahlberechtigten hatten 157 ihre Stimme abgegeben, die Wahlbeteiligung betrug damit 80,1 Prozent.

## Kultur und Sehenswürdigkeiten
- Die evangelische Dorfkirche Hüselitz, ein ehemals romanischer Feldsteinbau aus der Zeit um 1250, wurde 1902 in Backstein erweitert. 1969 erfolgte die Restaurierung von Kanzel und Kanzelaltar aus dem Jahre 1716.[34]
- Die Kirche steht auf dem Ortsfriedhof.
- An der Kirche Hüselitz steht ein Denkmal für die Gefallenen des Ersten und Zweiten Weltkrieges, eine Stele aus Sandstein mit dem Relief eines Eisernen Kreuzes und einem Ehrenkranz.[35]
- Im Hof des Pfarrhauses befindet sich ein Opferstein aus der Slawenzeit.[36]
- Südlich vom Hüselitzer Ortsteil Klein Schwarzlosen liegt der Ziegeleiteich, ein aus artesischen Quellen gespeistes Naturbiotop.[36]

## Wirtschaft und Infrastruktur
In Hüselitz wird eine Putenmastanlage betrieben. Der Verein Haus und Grund, Hüselitz und Umgebung ist im Ort ansässig.

### Verkehr
Hüselitz liegt an der L 30, der Landstraße zwischen Tangermünde und Lüderitz – hier besteht Anschluss an die Bundesstraße 189. 
Es verkehren Linienbusse und Rufbusse von stendalbus.
Der etwa zwei Kilometer entfernte Bahnhof Demker liegt an der Bahnstrecke Magdeburg–Wittenberge.

## Sage aus Hüselitz
Der Lehrer Lehrmann übermittelte im Jahre 1908 die folgende Sage. Südlich von Hüselitz war unmittelbar hinter den Gärten früher ein Todleber. Dort soll eine Stute mit einem Fohlen versunken sein. Seit dieser Zeit reitet zur Geisterstunde ein kopfloser Reiter auf einem Schimmel ohne Kopf. Scheinbar suchend reitet er in die noch jetzt erkennbare Vertiefung hinein und kehrt nach vergeblichem Suchen stöhnend zurück.